# Иванка-при-Дунае
Иванка-при-Дунае (словац. Ivanka pri Dunaji, нем. Iwanka an der Donau, венг. Iványi) — город в юго-западной Словакии.

## География
Город находится в Дунайской низменности, на берегу реки Блатина. Расположен в 12 км от Братиславы. С 1932 года в состав общины входит местечко Фарна. Непосредственно к городу прилегает аэропорт Братиславы, иногда называемый также как Иванка. Через Иванку-при-Дунае проходит стратегически важная автотрасса Братислава-Будапешт.

## История
Впервые письменно упоминается под названием Иванд (Iwand) в 1209 году. До 1918 года — административный центр комитата Пожонь. 4 мая 1919 года недалеко от города произошла авиационная катастрофа, в которой погиб словацкий политик Милан Штефаник.

## Население
| Год:                | 1994 | 2004     | 2014     | 2024     |
| ------------------- | ---- | -------- | -------- | -------- |
| Количество человек: | 4589 | 5402     | 6245     | 7247     |
| Разница:            |      | +17,71 % | +15,60 % | +16,04 % |